# Geografía de la República del Congo
La República del Congo se encuentra en la costa atlántica del centro de África. Situada en el ecuador, con una superficie de 342.000 km², de los cuales 341.500 km² son tierra y 500 km² son agua, limita al norte con la República Centroafricana (487 km) y Camerún (494 km), al oeste con Gabón (2.567 km), al sur con Angola, a través del enclave de Cabinda (231 km), y al sur y al este con la República Democrática del Congo (1.229 km).
El país cuenta con una relativamente escasa zona litoral (169 km), en la que se encuentra la segunda ciudad más importante del país, Pointe-Noire (663.400 hab. en 2005). Por otra parte, los territorios al norte de Brazaville, la capital (1,5 millones de hab.), se encuentran dominados por amplias extensiones selváticas. En este sentido cabe destacar el estado de Impfondo, el único dominado íntegramente por la selva. La ciudad selvática del país más importante es Ouesso.
El 70 por ciento de la población vive en Brazzaville, en Pointe-Noire o a lo largo de la vía ferroviaria que las une.

## Relieve

Mapa con relieve de la República del Congo

La República del Congo se encuentra atravesada en su centro por el ecuador. Una buena parte del país está formado por tierras bajas llanas, incluyendo la cuenca del Congo, el valle de Niari y la llanura costera. La cuenca del Congo está rodeada por colinas y mesetas, que también aparecen en otros lugares, como el noroeste y la parte central del país (mesetas de Bateké), que alcanzan 800 mm de altitud. 
Junto la costa se extiende una llanura de unos 65 km de anchura y una longitud de 160 km entre Gabón y Cabinda. Le sigue una cadena montañosa de no más de 400 m, la sierra de Mayombé, paralela a la costa, atravesada por estrechas gargantas.
Al norte de la sierra de Mayombé se encuentra el valle de Niari, una depresión de 200 km de anchura. Hacia el norte y Gabón, se alza el macizo de Chaillu, que alcanza los 903 m en el monte Berongou, aunque la mayor parte se encuentra en el país vecino, en el Parque nacional de Birougou. Le siguen una serie de mesetas, la meseta de Bembe, entre el valle de Niari y el macizo de Chaillu, y la meseta de Batéké, entre Brazzaville y Mpouya, con alturas que se acercan a los 500 m, con una parte también en Gabón.
Desde aquí hacia el norte, el país está dominado por la cuenca del río Congo, una llanura de 155.000 km² cortada por numerosos tributarios que discurren primero hacia el norte y luego hacia el este, en busca del río Congo.
En el noroeste, en el departamento de Sangha, se encuentra la cima más alta, el monte Nabemba, de 1020 m, que ha dado nombre a la torre Nabemba, de Brazzaville, el edificio más alto del país.

## Hidrografía
El país está dominado por la cuenca del río Congo, cuyo principal tributario, el río Ubangui fluye hacia el sur desde la República Centroafricana y forma la parte norte de la frontera oriental con la República Democrática del Congo, entre los paralelos 3.o 28' N y 0.o 31' N, con casi 500 km. Desemboca en el río Congo con un caudal medio de casi 6.000 m³/s, y desde aquí, el cauce del río Congo, con sus numerosos brazos, ocupa un lecho de unos 10 km de anchura durante más de 300 km, luego se reduce a 2 km y recorre otros 300 km mientras pasa por Brazzaville y sale del país a unos 130 km al sur de la capital para entrar en la República Democrática del Congo. Al atravesar Brazzaville, forma un lago denominado Pool Malebo, en cuya orilla oriental se encuentra Kinshasa, capital del país vecino. Su mayor tributario, con una cuenca de más de 200.000 km² y 790 km de recorrido en el norte es el río Sangha, con un caudal medio en la desembocadura de 2.470 m³/s. Otros afluentes destacables son los ríos Likouala, Alima, Nkéni, Léfini, Djoué y Foulakari.
La llanura costera está drenada por el río Kouilou-Niari, que atraviesa el valle de Niari, con una cuenca de 62.000 km² y cruza la sierra de Mayemba en dirección al mar, con un caudal medio de 856 m³/s. En la parte alta se llama río Niari, tiene numerosas cascadas y la desembocadura está cerrada por una barra de arena provocada por la fuerte corriente de Benguela.

## Clima

República del Congo

En el norte del país, el clima es ecuatorial y las lluvias tiene lugar todo el año, con dos periodos significativamente menos lluviosos de diciembre a febrero y en julio. El centro del país es zona subecuatorial, con dos estaciones más húmedas en marzo-abril y octubre-noviembre. El sudoeste es zona tropical húmeda, con una estación de las lluvias de octubre a mayo y una estación seca de junio a septiembre. Las lluvias oscilan entre los 1.000 mm en las zonas más secas, y los 3000 mm en las zonas más húmedas.
Las temperaturas son estables durante el año en el norte, con suaves descensos en julio y agosto; en Ouésso, con una media anual que oscila entre los 21.oC y los 31.oC, caen 1.590 mm de lluvia al año en 106 días, con menos precipitaciones entre diciembre y febrero. En Pointe-Noire, en la zona costera del sur del país, caen 1.250 mm en 84 días con un periodo ostensiblemente seco entre junio y septiembre, y un refrescamiento. En Brazzaville, a 320 m de altitud, en el sudeste, junto al río Congo, caen 1.343 mm en 85 días, con un periodo muy seco entre junio y septiembre y entre 18 y 25.oC de temperatura, contra los 24-30.oC de la época húmeda.

## Parques nacionales y zonas protegidas

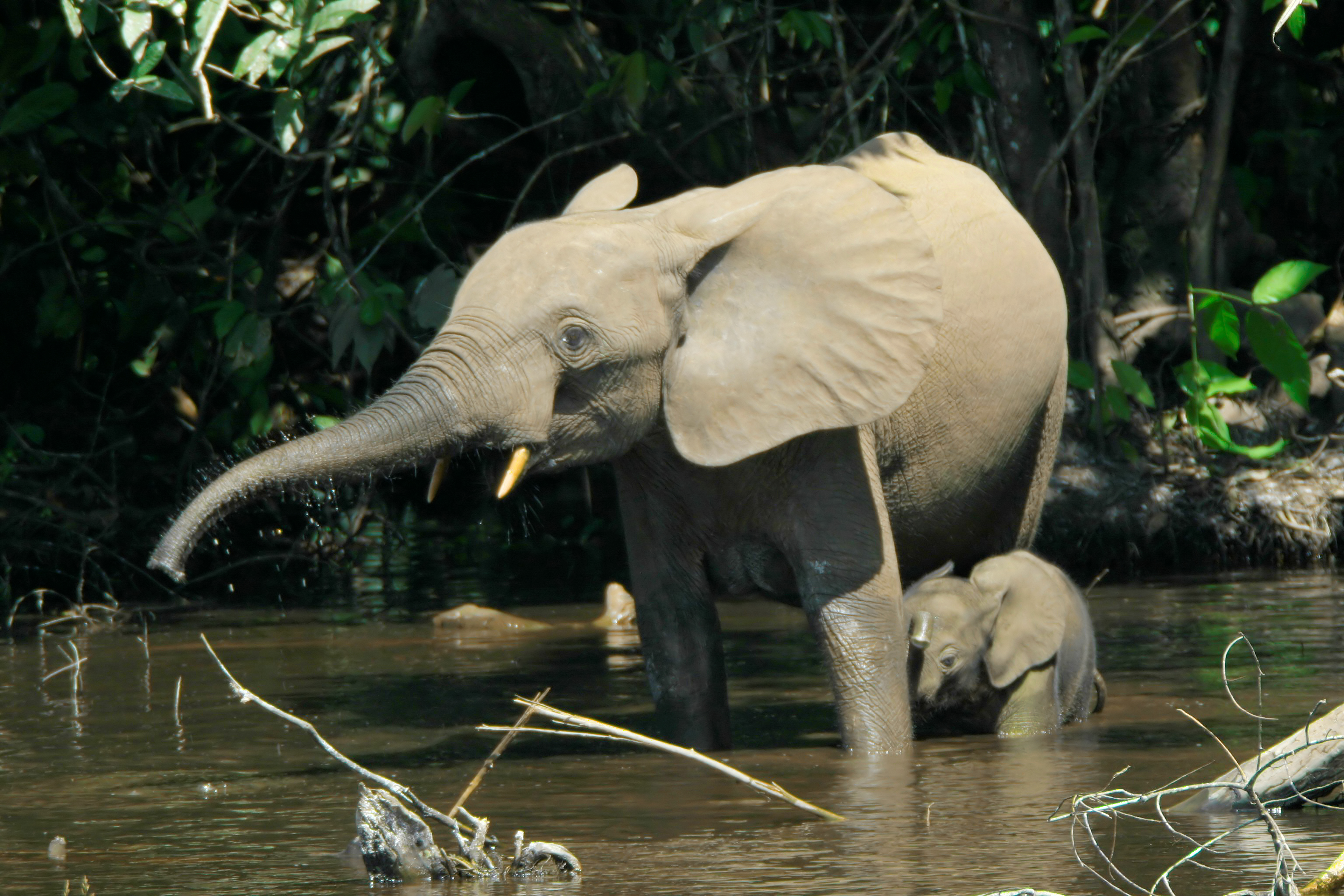
Elefantes de bosque en el río Mbeli, en el Parque nacional de Nouabalé-Ndoki.

Mapa de la República del Congo con algunos parques nacionales y reservas de fauna.

La República del Congo se encuentra en una región cálida y húmeda que permite la existencia de una densa selva lluviosa que cubre las dos terceras partes del país. Puesto que el desarrollo económico del Congo depende de la industria maderera, para proteger el bosque se han creado cuatro parques nacionales, alguno de los cuales comparte áreas protegidas con los países vecinos, y está en proyecto un quinto, el Parque nacional de Ougoue Lekiti, en el sudoeste, de 6.000 km², que estaría adjunto al Parque nacional de las Mesetas Batéké, en Gabón. En 2010 se encontraba protegido un 10% de la superficie del Congo, cerca de 40.000 km².
- Parque nacional de Nouabalé-Ndoki, 1993, 4.238,7 km², en el noroeste, parte congolesa del bosque Sangha Trinational,[7] un área de selva tropical compartida entre la República del Congo, Camerún y la república Centroafricana, que ocupa un total de 754.286 ha (7.542 km²); elefantes de bosque, gorilas occidentales de llanura, chimpancés, peces tigre, etc.[8] Un proyecto aún más ambicioso uniría el Parque nacional de Minkébé, de Gabón, que llevaría el parque a los 30 000 km².[9]
- Parque nacional de Odzala-Kokou, 1935, 13.600 km², noroeste, bosque tropical; elefante de bosque, gorila de llanura, chimpancés, etc. Forma parte del Parque transfronterizo TRIDOM, que agrupa un área de selva tropical lluviosa combinada con Camerún y Gabón de 178.000 km².[10][11]
- Parque nacional de Conkouati-Douli, 1999, 5.045 km², cerca de la costa en la frontera con Gabón, humedales, bosque denso y lagunas, manglares y zona de sabana en el sudoeste; elefantes de bosque, gorilas de llanura, chimpancés, hipopótamos, chacales, búfalos, etc.[12]
- Parque nacional de Ntokou-Pikounda, 2012, 4.572 km², centro norte, selva tropical, gorilas occidentales de llanura, elefantes de bosque y chimpancés.[13]

Otras zonas protegidas destacables son: 
- Reserva de la Biosfera de Dimonika, de 1.360 km², una mezcla de selva del Congo y sabana entre los 85 m de altitud cerca de la costa y los 810 m del monte Bamba.[14]
- Reserva de Lefini, de 6300 km², al sudeste, pastizal, bosque de pantano y de galería, elefantes, búfalos, hipopótamos, chimpancés, etc. A 140 km de Brazzaville, en 2009 se amplió para proteger a los gorilas hasta superar los 1700 km² con el nombre de Reserva Natural de Gorilas de Lésio-Louna.[15]
- Reserva de Fauna de Lékoli-Pandaka, 682 km², entre el Parque nacional de Odzala-Kokou, al norte, y la Reserva de Caza de Mboko, de 900 km², al sur. Bosque y sabana. Bosque ombrívolo con claros, leones e hipopótamos.[16]
- Reservas de fauna del monte Fouari (159 km², sudoeste, frontera con Gabón), Nyanga Norte (77 km²), Nyanga Sur (230 km²) y el monte Mavoumbou (420 km²), en total 980 km²; sabana y pastizales, bosques galería, clima subecuatorial, con estación seca de mayo a septiembre; búfalo, potamoquero, cobo acuático, etc.
- Reserva de fauna de Tsoulou, 300 km², centro sur, selva; elefante de bosque, gorila, etc.
- Reserva comunitaria del lago Télé/Likouala-aux-Herbes, 4.390 km² de humedal, sitio Ramsar desde 1989, centro norte del país.[17] Selva y pantanos, 27 aldeas, 17.000 hab. en torno al lago Télé. Gorilas.

En la República del Congo hay cuatro ecorregiones importantes que ocupan las zonas bajas del país: el mosaico de selva y sabana del Congo occidental, la selva costera ecuatorial atlántica, la selva de tierras bajas del Congo noroccidental y la selva pantanosa del Congo occidental. 
La cuenca del Congo engloba el norte del país, la mayor parte de Gabón, Guinea Ecuatorial, sur de Camerún y de la República Centroafricana y el norte de República Democrática del Congo. Se caracteriza por ser un mosaico de ríos, sabanas, humedales y bosques inundables en los que abundan los elefantes de b osque y los gorilas de llanura, además de chimpancés y bonobos. Hay unas diez mil especies de plantas, de las que el 30 por ciento son únicas. Hay 400 especies de mamíferos, 1.000 especies de aves y 700 especies de peces descubiertos hasta ahora.

## Población y etnias de la República del Congo

Figura antropomórfica del pueblo kongo.

La República del Congo posee una población estimada de 5,5 millones de habitantes en 2019, que se doblaría en 2045 según los análisis de Naciones Unidas. La mitad de la población vive en las dos ciudades principales, Brazzaville y Point-Noire, al sudoeste del país, y tres cuartas partes viven en áreas urbanas, dejando a poco más de 1 millón de personas repartidas por más de 300.000 km² de territorio cubierto de selvas.
La fertilidad es muy elevada, de 5,1 niños por mujer, que se eleva a 6,5 en las zonas rurales, con un crecimiento de la población del 3% anual. cada 3 minutos nace un niño, mientras que muere una persona cada 14 minutos.

### Etnias
Casi todos los congoleños son bantúes, y solo el 3% es no bantú, entre ellos los pigmeos, más de 30 000 que viven en las profundas selvas del norte y el oeste. Entre los bantúes hay unas 74 etnias, de las que la mayoría, que representan el 40,5% de los habitantes del país, son kongo. Según la CIA, el resto de etnias importantes se dividen en teke (16,9%) mbochi (13,1%), extranjeros (8,2%), sangha (5,6%), mbere/mbeti/kele (4,4%), punu (4,3%), pigmeos (1,6%), ubanguianos (1,6%), duma (1,5%), makaa (1,3%) y otros, el 1% (estimación 2014-15).
- Kongo o bakongo, viven al sur de país, desde Brazzaville hasta Point-Noire, y desde aquí hasta Luanda, en Angola. Son unos 2 millones de una población total que supera los 10 millones si se suman la RDC y Angola. Incluyen los lari en torno a Brazzaville, los vili en torno a Point-Noire, los lombe, yombe o bayombe en la sierra de Mayombé, los babembe, los basundi y los bakamba.[23][24]

- Teke o bateke. Son el segundo grupo, un 17%, cerca de 900.000 individuos. Viven en la sabana al norte de Brazzaville, donde se jactan de cazar aves y gacelas. Son comerciantes y realizan máscaras y estatuas de gran calidad artística. Hablan las lenguas teke. Repartidos entre Gabón, la RDC y el Congo.[25][26][27]

- Mbochi o m'boshi Son unos 600.000. Viven en la sabana y las selvas del noroeste, al norte del departamento de Plateaux y en los de Cuvette y Cuvette-Oeste, en torno a Boundji, Owando, Mbomo, Etoumbi, Mossaka, Oyo y Makoua, y a lo largo de ríos navegables como el Kouyou, Alima, Sangha y Likouala. Son el origen de gran parte de la migración a Brazzaville, donde trabajan como obreros y sirvientes. Entre los subgrupos se encuentran los kuyu, los makua, los bonga, los bobangi, los moye, los ngare y los mboko.[28]

### Lenguas
En la República del Congo se hablan unas 62 lenguas, El kituba y lingala son las lenguas nacionales aunque el idioma oficial es el francés. El kikongo es la base de la lengua franca, el kituba o monokutuba. Los otros idiomas son  el kikongo, el téké, el mboshi, y otras  lenguas, entre ellas las de los pigmeos.